# Heinrich Rentsch
Heinrich Rentsch (* 6. August 1897 in Lauf an der Pegnitz; † 10. August 1985 in München)  war ein deutscher Verwaltungsjurist und Landrat.

## Leben
Nach dem Besuch des Gymnasiums Christian-Ernestinum in Bayreuth – unterbrochen durch freiwilligen Kriegsdienst – und dem Abitur absolvierte Heinrich Rentsch ein Studium der Rechtswissenschaften an der Friedrich-Alexander-Universität Erlangen-Nürnberg. Nach der ersten juristischen Staatsprüfung folgte der dreijährige Vorbereitungsdienst (Referendariat), der durch Beteiligung an Kämpfen des Freikorps Bayreuth in München sowie als Freiwilliger bei der Reichswehr unterbrochen wurde. 1922 legte er das Große juristische Staatsexamen ab und erhielt eine Anstellung als Assessor bei der Regierung von Niederbayern. Am 1. November 1927 wurden ihm Titel und Rang eines Regierungsrats verliehen. Nach einem fünfjährigen Einsatz als Bezirksamtmann in Wolfstein kam er 1933 zum Bezirksamt Lauf an der Pegnitz, wo er am 17. Februar 1938 als Bezirksamtsvorstand (ab 1939 Landrat) Leiter des Bezirksamtes (ab 1939 Landkreis Lauf an der Pegnitz) wurde. Seine Dienstzeit als Landrat wurde durch seinen Kriegseinsatz vom 22. August 1940 bis zum Kriegsende als Kreiskommandant/Offizier im Infanterie-Regiment Nr. 21  unterbrochen. Nach seiner Entlassung im Mai 1945 wurde er bis zum 22. April 1936 interniert. Im Entnazifizierungsverfahren wurde er am 19. August 1947 durch die Spruchkammer Lauf als Mitläufer eingestuft. So kehrte er im Juni 1948 als Angestellter zum Landratsamt Lauf zurück. Im Jahr darauf wechselte er als juristischer Hilfsarbeiter zum Verwaltungsgericht Bayreuth, wo er zum Jahresbeginn 1951 Verwaltungsgerichtsrat wurde. Zum 1. September 1952 wurde er Regierungsdirektor im Staatsministerium für Unterricht und Kultus, zum 29. November 1955 dort Ministerialrat und am 1. Juni 1962 in den Ruhestand verabschiedet.
Rentsch war 1917/1918 Mitglied der Deutschen Vaterlandspartei und in den Jahren von 1930  bis 1933 in der Volkskonservativen Vereinigung. 1933 trat er in die SA ein, wo er zuletzt Obertruppführer war. Zum 1. Mai 1937 schloss er sich der NSDAP an (Mitgliedsnummer 4.857.490).